# Manu Aman
Manu Aman (Manuamang) ist eine osttimoresische Aldeia im Suco Tapo/Memo (Verwaltungsamt Maliana, Gemeinde Bobonaro). 2015 lebten in der Aldeia 856 Menschen.

## Geographie
Manu Aman befindet sich an der Straße von Maliana nach Balibo, im Nordwesten des Sucos Tapo/Memo (Verwaltungsamt Maliana, Gemeinde Bobonaro). Südöstlich liegt die Aldeia Tunu Bibi. Im Osten grenzt Manu Aman an die zum Suco Holsa gehörende Aldeia Secar. Im Norden und Westen befindet sich jenseits des Flusses Nunura das Verwaltungsamt Balibo. Im Südosten bildet dessen Quellfluss Malibaca die Grenze zu Indonesien.
Im Zentrum der Aldeia liegt der Ort Manu Aman. Durch ihn führt die Überlandstraße von Maliana nach Balibo, die westlich über eine Brücke den Nunura überquert. Im Dorf befinden sich eine Grundschule und südlich vom Dorf der Stützpunkt Nunura der Unidade de Patrulhamento de Fronteira (UPF).

## Politik
2023 wurde Moise José dos Reis zum Chefe de Aldeia gewählt.